# Wereldkampioenschap voetbal onder 16 - 1987
Het tweede Wereldkampioenschap voetbal onder 16 werd gehouden in Canada van 12 tot en met 25 juli 1987. Het toernooi werd voor de eerste keer gewonnen door de Sovjet-Unie. In de finale werd Nigeria na strafschoppen verslagen. Ivoorkust werd derde.

## Gekwalificeerde landen
Er deden 16 teams uit zes confederaties mee. Teams konden zich kwalificeren via een jeugdtoernooi dat binnen elke confederatie georganiseerd werd.
| Confederatie                                   | Kwalificatietoernooi                                                           | Gekwalificeerde landen             |
| ---------------------------------------------- | ------------------------------------------------------------------------------ | ---------------------------------- |
| AFC (Azië)                                     | Aziatisch kampioenschap voetbal onder 16 - 1986 Qatar, 15–22 november 1986     | Saoedi-Arabië Qatar Zuid-Korea     |
| CAF (Afrika)                                   | Afrikaans kampioenschap voetbal onder 16 - 1987 22 juni 1986 – 18 januari 1987 | Ivoorkust Egypte Nigeria           |
| CONCACAF (Noord, Centraal-Amerika & Caribbean) | CONCACAF-kampioenschap voetbal onder 16 - 1987 Honduras, 15–26 februari 1987   | Costa Rica Mexico Verenigde Staten |
| CONMEBOL (Zuid-Amerika)                        | Zuid-Amerikaans kampioenschap voetbal onder 16 - 1986 Peru, 4–19 oktober 1986  | Brazilië Ecuador Bolivia           |
| OFC (Oceanië)                                  | Oceanisch kampioenschap voetbal onder 16 - 1986 Taiwan, 7–14 december 1986     | Australië                          |
| UEFA (Europa)                                  | Europees kampioenschap voetbal onder 16 - 1987 Frankrijk, 25 mei – 3 juni 1987 | Italië Sovjet-Unie Frankrijk       |
| Gastland                                       | Gastland                                                                       | Canada                             |

## Stadions
| Toronto                                             | · Toronto St. John's Montreal Saint John |  |
| Varsity Stadium Capaciteit: 21.739                  | · Toronto St. John's Montreal Saint John |  |
| St. John's                                          | · Toronto St. John's Montreal Saint John |  |
| King George V Park Capaciteit: 10.000               | · Toronto St. John's Montreal Saint John |  |
| Montreal                                            | · Toronto St. John's Montreal Saint John |  |
| Complexe sportif Claude-Robillard Capaciteit: 9.000 | · Toronto St. John's Montreal Saint John |  |
| Saint John                                          | · Toronto St. John's Montreal Saint John |  |
| Canada Games Stadium Capaciteit: 5.000              | · Toronto St. John's Montreal Saint John |  |

## Groepsfase

### Groep A
| Team   | Wed | W | G | V | DV | DT | DS | Ptn | Resultaat           |
| ------ | --- | - | - | - | -- | -- | -- | --- | ------------------- |
| Italië | 3   | 2 | 1 | 0 | 5  | 1  | +4 | 5   | Naar de kwartfinale |
| Qatar  | 3   | 2 | 1 | 0 | 4  | 2  | +2 | 5   | Naar de kwartfinale |
| Egypte | 3   | 1 | 0 | 2 | 3  | 2  | +1 | 2   |                     |
| Canada | 3   | 0 | 0 | 3 | 1  | 8  | –7 | 0   |                     |

|                    |                                  |     |        |                                                                                    |
| 12 juli 1987 14:00 | Italië                           | 3–0 | Canada | Varsity Stadium, Toronto Toeschouwers: 13.500 Scheidsrechter: Arturo Brizio Carter |
| 12 juli 1987 14:00 | Melli 22' Pessotto 36' Gallo 68' |     |        | Varsity Stadium, Toronto Toeschouwers: 13.500 Scheidsrechter: Arturo Brizio Carter |

|                    |            |     |        |                                                                               |
| 12 juli 1987 16:00 | Canada     | 1–0 | Egypte | Varsity Stadium, Toronto Toeschouwers: 13.500 Scheidsrechter: David DiPlacido |
| 12 juli 1987 16:00 | Hassan 21' |     |        | Varsity Stadium, Toronto Toeschouwers: 13.500 Scheidsrechter: David DiPlacido |

|                    |                |     |            |                                                                             |
| 14 juli 1987 18:00 | Italië         | 1–1 | Canada     | Varsity Stadium, Toronto Toeschouwers: 5.200 Scheidsrechter: Jorge Orellana |
| 14 juli 1987 18:00 | Cappellini 67' |     | Khairi 76' | Varsity Stadium, Toronto Toeschouwers: 5.200 Scheidsrechter: Jorge Orellana |

|                    |        |                                    |        |                                                                              |
| 14 juli 1987 20:00 | Canada | 0–3                                | Egypte | Varsity Stadium, Toronto Toeschouwers: 5.200 Scheidsrechter: Kenneth Wallace |
| 14 juli 1987 20:00 |        | 14' Hussain 48' Musaed 53' Ramadan |        | Varsity Stadium, Toronto Toeschouwers: 5.200 Scheidsrechter: Kenneth Wallace |

|                    |           |     |        |                                                                                |
| 16 juli 1987 17:45 | Italië    | 1–0 | Egypte | Varsity Stadium, Toronto Toeschouwers: 6.500 Scheidsrechter: John Blankenstein |
| 16 juli 1987 17:45 | Gallo 69' |     |        | Varsity Stadium, Toronto Toeschouwers: 6.500 Scheidsrechter: John Blankenstein |

|                    |             |     |                      |                                                                          |
| 16 juli 1987 19:45 | Canada      | 1–2 | Canada               | Varsity Stadium, Toronto Toeschouwers: 6.500 Scheidsrechter: Juan Ortube |
| 16 juli 1987 19:45 | Titotto 25' |     | 3' Yousuf 23' Suwaid | Varsity Stadium, Toronto Toeschouwers: 6.500 Scheidsrechter: Juan Ortube |

### Groep B
| Team             | Wed | W | G | V | DV | DT | DS | Ptn | Resultaat           |
| ---------------- | --- | - | - | - | -- | -- | -- | --- | ------------------- |
| Ivoorkust        | 3   | 2 | 1 | 0 | 3  | 1  | +2 | 5   | Naar de kwartfinale |
| Zuid-Korea       | 3   | 1 | 1 | 1 | 5  | 4  | +1 | 3   | Naar de kwartfinale |
| Ecuador          | 3   | 1 | 0 | 2 | 1  | 2  | –1 | 2   |                     |
| Verenigde Staten | 3   | 1 | 0 | 2 | 3  | 5  | –2 | 2   |                     |

|                    |           |     |                   |                                                                                       |
| 12 juli 1987 18:00 | Ivoorkust | 1–1 | Zuid-Korea        | King George V Park, St. John's Toeschouwers: 1.000 Scheidsrechter: Berny Ulloa Morera |
| 12 juli 1987 18:00 | Dea 9'    |     | 53' Shin Tae-Yong | King George V Park, St. John's Toeschouwers: 1.000 Scheidsrechter: Berny Ulloa Morera |

|                    |                  |     |         |                                                                                |
| 12 juli 1987 20:00 | Verenigde Staten | 1–0 | Ecuador | King George V Park, St. John's Toeschouwers: 1.000 Scheidsrechter: Naji Jouini |
| 12 juli 1987 20:00 | Crawley 47'      |     |         | King George V Park, St. John's Toeschouwers: 1.000 Scheidsrechter: Naji Jouini |

|                    |             |     |                  |                                                                                 |
| 14 juli 1987 18:00 | Ivoorkust   | 1–0 | Verenigde Staten | King George V Park, St. John's Toeschouwers: 2.200 Scheidsrechter: Jassim Mandi |
| 14 juli 1987 18:00 | Bassole 52' |     |                  | King George V Park, St. John's Toeschouwers: 2.200 Scheidsrechter: Jassim Mandi |

|                    |            |           |         |                                                                                      |
| 14 juli 1987 20:00 | Zuid-Korea | 0–1       | Ecuador | King George V Park, St. John's Toeschouwers: 2.200 Scheidsrechter: Itzhak Ben Itzhak |
| 14 juli 1987 20:00 |            | 47' Ramos |         | King George V Park, St. John's Toeschouwers: 2.200 Scheidsrechter: Itzhak Ben Itzhak |

|                    |            |     |         |                                                                                       |
| 16 juli 1987 18:00 | Ivoorkust  | 1–0 | Ecuador | King George V Park, St. John's Toeschouwers: 2.250 Scheidsrechter: Berny Ulloa Morera |
| 16 juli 1987 18:00 | Traore 68' |     |         | King George V Park, St. John's Toeschouwers: 2.250 Scheidsrechter: Berny Ulloa Morera |

|                    |                                                                     |     |                      |                                                                                |
| 16 juli 1987 20:00 | Zuid-Korea                                                          | 4–2 | Verenigde Staten     | King George V Park, St. John's Toeschouwers: 2.250 Scheidsrechter: Naji Jouini |
| 16 juli 1987 20:00 | Noh Jung-yoon 25' Shin Tae-Yong 50' Lee Tae-Hong 65' Kim In-Wan 72' |     | 40' Snow 48' Deering | King George V Park, St. John's Toeschouwers: 2.250 Scheidsrechter: Naji Jouini |

### Groep C
| Team          | Wed | W | G | V | DV | DT | DS | Ptn | Resultaat           |
| ------------- | --- | - | - | - | -- | -- | -- | --- | ------------------- |
| Australië     | 3   | 2 | 0 | 1 | 3  | 4  | –1 | 4   | Naar de kwartfinale |
| Frankrijk     | 3   | 1 | 1 | 1 | 4  | 3  | +1 | 3   | Naar de kwartfinale |
| Saoedi-Arabië | 3   | 1 | 1 | 1 | 2  | 1  | +1 | 3   |                     |
| Brazilië      | 3   | 0 | 2 | 1 | 0  | 1  | –1 | 2   |                     |

|                    |          |     |           |                                                                                           |
| 13 juli 1987 18:00 | Brazilië | 0–0 | Frankrijk | Complexe sportif Claude-Robillard, Montreal Toeschouwers: 5.400 Scheidsrechter: Lee Do Ha |
| 13 juli 1987 18:00 |          |     |           | Complexe sportif Claude-Robillard, Montreal Toeschouwers: 5.400 Scheidsrechter: Lee Do Ha |

|                    |               |            |           | |
| 13 juli 1987 20:00 | Saoedi-Arabië | 0–1        | Australië | Complexe sportif Claude-Robillard, Montreal Toeschouwers: 5.400 Scheidsrechter: Antonio Evangelista |
| 13 juli 1987 20:00 |               | 71' Horvat |           | Complexe sportif Claude-Robillard, Montreal Toeschouwers: 5.400 Scheidsrechter: Antonio Evangelista |

|                    |          |     |               |                                                                                               |
| 15 juli 1987 18:00 | Brazilië | 0–0 | Saoedi-Arabië | Complexe sportif Claude-Robillard, Montreal Toeschouwers: 4.400 Scheidsrechter: Alexey Spirin |
| 15 juli 1987 18:00 |          |     |               | Complexe sportif Claude-Robillard, Montreal Toeschouwers: 4.400 Scheidsrechter: Alexey Spirin |

|                    |                                        |     |               |                                                                                                 |
| 15 juli 1987 20:00 | Frankrijk                              | 4–1 | Australië     | Complexe sportif Claude-Robillard, Montreal Toeschouwers: 4.400 Scheidsrechter: Simon Bantsimba |
| 15 juli 1987 20:00 | Debève 14', 23', 31' Rincon 24' (pen.) |     | 73' Georgakis | Complexe sportif Claude-Robillard, Montreal Toeschouwers: 4.400 Scheidsrechter: Simon Bantsimba |

|                    |          |                |           |                                                                                           |
| 17 juli 1987 18:00 | Brazilië | 0–1            | Australië | Complexe sportif Claude-Robillard, Montreal Toeschouwers: 5.400 Scheidsrechter: Lee Do Ha |
| 17 juli 1987 18:00 |          | 74' Richardson |           | Complexe sportif Claude-Robillard, Montreal Toeschouwers: 5.400 Scheidsrechter: Lee Do Ha |

|                    |           |                       |               |                                                                                               |
| 17 juli 1987 20:00 | Frankrijk | 0–2                   | Saoedi-Arabië | Complexe sportif Claude-Robillard, Montreal Toeschouwers: 5.400 Scheidsrechter: Alexey Spirin |
| 17 juli 1987 20:00 |           | 18' Zayed 34' Shalgan |               | Complexe sportif Claude-Robillard, Montreal Toeschouwers: 5.400 Scheidsrechter: Alexey Spirin |

### Groep D
| Team        | Wed | W | G | V | DV | DT | DS | Ptn | Resultaat           |
| ----------- | --- | - | - | - | -- | -- | -- | --- | ------------------- |
| Sovjet-Unie | 3   | 2 | 1 | 0 | 12 | 3  | +9 | 5   | Naar de kwartfinale |
| Nigeria     | 3   | 1 | 1 | 1 | 4  | 4  | 0  | 3   | Naar de kwartfinale |
| Mexico      | 3   | 1 | 1 | 1 | 3  | 9  | –6 | 3   |                     |
| Bolivia     | 3   | 0 | 1 | 2 | 6  | 9  | –3 | 1   |                     |

|                    |             |     |         |                                                                                        |
| 12 juli 1987 18:00 | Sovjet-Unie | 1–1 | Nigeria | Canada Games Stadium, Saint John Toeschouwers: 2.695 Scheidsrechter: José Ramiz Wright |
| 12 juli 1987 18:00 | Rusin 61'   |     | 79' Eke | Canada Games Stadium, Saint John Toeschouwers: 2.695 Scheidsrechter: José Ramiz Wright |

|                    |                      |     |                        |                                                                                    |
| 12 juli 1987 20:00 | Mexico               | 2–2 | Bolivia                | Canada Games Stadium, Saint John Toeschouwers: 2.695 Scheidsrechter: Mohamed Hafez |
| 12 juli 1987 20:00 | Landa 56' Romero 76' |     | 50' Lobo 53' Cristaldo | Canada Games Stadium, Saint John Toeschouwers: 2.695 Scheidsrechter: Mohamed Hafez |

|                    |                                                                                     |     |        |                                                                                   |
| 14 juli 1987 18:00 | Sovjet-Unie                                                                         | 7–0 | Mexico | Canada Games Stadium, Saint John Toeschouwers: 2.335 Scheidsrechter: Kenneth Hope |
| 14 juli 1987 18:00 | Matveyev 13', 25' Nikiforov 31', 51' Mushchynka 47' Kadyrov 64' Bezhenar 72' (pen.) |     |        | Canada Games Stadium, Saint John Toeschouwers: 2.335 Scheidsrechter: Kenneth Hope |

|                    |                      |     |                           |                                                                                     |
| 14 juli 1987 20:00 | Nigeria              | 3–2 | Bolivia                   | Canada Games Stadium, Saint John Toeschouwers: 2.335 Scheidsrechter: Essa Al-Jassas |
| 14 juli 1987 20:00 | Osondu 24', 66', 77' |     | 26' Cristaldo 70' Arandia | Canada Games Stadium, Saint John Toeschouwers: 2.335 Scheidsrechter: Essa Al-Jassas |

|                    |                                                             |     |                                   |                                                                                   |
| 16 juli 1987 18:00 | Sovjet-Unie                                                 | 4–2 | Bolivia                           | Canada Games Stadium, Saint John Toeschouwers: 3.300 Scheidsrechter: Kenneth Hope |
| 16 juli 1987 18:00 | Nikiforov 28' Bezhenar 32' (pen.) Asadov 44' Mushchynka 50' |     | 59' (pen.) Urquiza 73' Etcheverry | Canada Games Stadium, Saint John Toeschouwers: 3.300 Scheidsrechter: Kenneth Hope |

|                    |         |            |        |                                                                                        |
| 16 juli 1987 20:00 | Nigeria | 0–1        | Mexico | Canada Games Stadium, Saint John Toeschouwers: 3.300 Scheidsrechter: José Ramiz Wright |
| 16 juli 1987 20:00 |         | 55' Rivera |        | Canada Games Stadium, Saint John Toeschouwers: 3.300 Scheidsrechter: José Ramiz Wright |

## Knock-outfase
|  | kwartfinale          | kwartfinale       |                      |       | halve finale         | halve finale         |   |  | finale | finale |
|  |                      |                   |                      |       |                      |                      |   |  |        |        |
|  | 19 juli – Saint John |                   |                      |       |                      |                      |   |  |        |        |
|  |                      |                   |                      |       |                      |                      |   |  |        |        |
|  | Sovjet-Unie          | 3                 |                      |       |                      |                      |   |  |        |        |
|  | Sovjet-Unie          | 3                 | 22 juli – Saint John |       |                      |                      |   |  |        |        |
|  | Frankrijk            | 2                 |                      |       |                      |                      |   |  |        |        |
|  | Frankrijk            | 2                 | Sovjet-Unie          | 5     |                      |                      |   |  |        |        |
|  | 19 juli – Saint John |                   | Sovjet-Unie          | 5     |                      |                      |   |  |        |        |
|  |                      | Ivoorkust         | 1                    |       |                      |                      |   |  |        |        |
|  | Qatar                | Ivoorkust         | 1                    | 0     |                      |                      |   |  |        |        |
|  | Qatar                |                   | 25 juli – Toronto    | 0     |                      |                      |   |  |        |        |
|  | Ivoorkust            | 3                 |                      |       |                      |                      |   |  |        |        |
|  | Ivoorkust            | 3                 | Sovjet-Unie          | 1 (4) |                      |                      |   |  |        |        |
|  | 19 juli – Toronto    |                   | Sovjet-Unie          | 1 (4) |                      |                      |   |  |        |        |
|  |                      | Nigeria           | 1 (2)                |       |                      |                      |   |  |        |        |
|  | Italië               | Nigeria           | 1 (2)                | 2     |                      |                      |   |  |        |        |
|  | Italië               | 22 juli – Toronto |                      | 2     |                      |                      |   |  |        |        |
|  | Zuid-Korea           | 0                 |                      |       |                      |                      |   |  |        |        |
|  | Zuid-Korea           | 0                 | Italië               | 0     | derde plaats         | derde plaats         |   |  |        |        |
|  | 19 juli – Montreal   |                   | Italië               | 0     | derde plaats         | derde plaats         |   |  |        |        |
|  |                      | Nigeria           | 1                    |       | 24 juli – Saint John | 24 juli – Saint John |   |  |        |        |
|  | Australië            | Nigeria           | 1                    | 0     | 24 juli – Saint John | 24 juli – Saint John |   |  |        |        |
|  | Australië            |                   |                      |       |                      | Italië               | 1 |  |        |        |
|  | Nigeria              | 1                 |                      |       |                      | Italië               | 1 |  |        |        |
|  | Nigeria              | 1                 | Ivoorkust            | 2     |                      |                      |   |  |        |        |
|  |                      |                   | Ivoorkust            | 2     |                      |                      |   |  |        |        |

### Kwartfinale
|                    |                          |     |            |                                                                               |
| 19 juli 1987 14:00 | Italië                   | 2–0 | Zuid-Korea | Varsity Stadium, Toronto Toeschouwers: 10.400 Scheidsrechter: Kenneth Wallace |
| 19 juli 1987 14:00 | Cappellini 52' Gallo 54' |     |            | Varsity Stadium, Toronto Toeschouwers: 10.400 Scheidsrechter: Kenneth Wallace |

|                    |                                 |     |       |                                                                                         |
| 19 juli 1987 14:00 | Ivoorkust                       | 3–0 | Qatar | Canada Games Stadium, Saint John Toeschouwers: 1.500 Scheidsrechter: Berny Ulloa Morera |
| 19 juli 1987 14:00 | Bassole 16' Beda 52' Traoré 66' |     |       | Canada Games Stadium, Saint John Toeschouwers: 1.500 Scheidsrechter: Berny Ulloa Morera |

|                    |           |           |         | |
| 19 juli 1987 14:00 | Australië | 0–1       | Nigeria | Complexe sportif Claude-Robillard, Montreal Toeschouwers: 5.200 Scheidsrechter: Antonio Evangelista |
| 19 juli 1987 14:00 |           | 59' Nwosu |         | Complexe sportif Claude-Robillard, Montreal Toeschouwers: 5.200 Scheidsrechter: Antonio Evangelista |

|                    |                                   |     |                      |                                                      |
| 19 juli 1987 14:00 | Sovjet-Unie                       | 3–2 | Frankrijk            | Canada Games Stadium, Saint John Toeschouwers: 5.000 |
| 19 juli 1987 14:00 | Arutyunian 40', 60' Nikiforov 76' |     | 49' Adrian 65' Roche | Canada Games Stadium, Saint John Toeschouwers: 5.000 |

### Halve finale
|                    |        |           |         |                                                                                    |
| 22 juli 1987 20:00 | Italië | 0–1       | Nigeria | Exhibition Stadium, Toronto Toeschouwers: 20.000 Scheidsrechter: John Blankenstein |
| 22 juli 1987 20:00 |        | 63' Nwosu |         | Exhibition Stadium, Toronto Toeschouwers: 20.000 Scheidsrechter: John Blankenstein |

|                    |            |     |                                               |                                                                                           |
| 22 juli 1987 19:00 | Ivoorkust  | 1–5 | Sovjet-Unie                                   | Canada Games Stadium, Saint John Toeschouwers: 2.500 Scheidsrechter: Arturo Brizio Carter |
| 22 juli 1987 19:00 | Traoré 57' |     | 1', 38' Arutyunian 10', 56' Kasimov 77' Rusin | Canada Games Stadium, Saint John Toeschouwers: 2.500 Scheidsrechter: Arturo Brizio Carter |

### Troostfinale
|                    |                 |            |                 |                                                                                          |
| 24 juli 1987 19:00 | Italië          | 1–2 (n.v.) | Ivoorkust       | Canada Games Stadium, Saint John Toeschouwers: 1.000 Scheidsrechter: Antonio Evangelista |
| 24 juli 1987 19:00 | Bocchialini 57' |            | 17', 96' Traoré | Canada Games Stadium, Saint John Toeschouwers: 1.000 Scheidsrechter: Antonio Evangelista |

### Finale
|                    |               |     |              |                                                                                 |
| 25 juli 1987 15:00 | Nigeria       | 1–1 | Sovjet-Unie  | Varsity Stadium, Toronto Toeschouwers: 15.000 Scheidsrechter: José Ramiz Wright |
| 25 juli 1987 15:00 | Osondu 11'    |     | 6' Nikiforov | Varsity Stadium, Toronto Toeschouwers: 15.000 Scheidsrechter: José Ramiz Wright |
| 25 juli 1987 15:00 | Strafschoppen |     |              | Varsity Stadium, Toronto Toeschouwers: 15.000 Scheidsrechter: José Ramiz Wright |
| 25 juli 1987 15:00 | 2–4           |     |              | Varsity Stadium, Toronto Toeschouwers: 15.000 Scheidsrechter: José Ramiz Wright |